# Al-Merreikh Omdurman
Al-Merreikh (arab. نادي المريخ السوداني) – sudański klub piłkarski z siedzibą w Omdurmanie, największym mieście kraju. Al-Merreikh jest obok Al-Hilal Omdurman najbardziej utytułowanym klubem w Sudanie.

## Historia
Klub Al-Merreikh założony został w 14 listopada 1927 roku, chociaż jego protoplasta Al-Masalam powstał w 1908. Nazwa oznacza po arabsku planetę Mars. Od 1962 roku Al-Merreikh uczestniczy w rozgrywkach pierwszej ligi. Al-Merreikh do chwili obecnej 17-krotnie tryumfował w lidze sudańskiej, 19-krotnie zdobył również Puchar Sudanu co jest rekordem. Od lat Al-Merreikh występuje w afrykańskich rozgrywkach klubowych. Do tej pory największym sukcesem Al-Merreikh jest zdobycie Pucharu Zdobywców Pucharów w 1989 po pokonaniu w finale nigerskiego Bendel F.C. oraz finał Afrykańskiego Pucharu Konfederacji 2007, w którym uległ tunezyjskiemu CS Sfaxien 2-4 i 0-1.

## Sukcesy
- Zdobywca Pucharu Zdobywców Pucharów (1 raz): 1989
- Finalista Afrykańskiego Pucharu Konfederacji (1 raz): 2007
- Zdobywca Puchar CECAFA (2 razy): 1986, 1994
- Mistrz Sudanu (20 razy): 1970, 1971, 1972, 1973, 1975, 1977, 1978, 1982, 1985, 1990, 1993, 1997, 2000, 2001, 2002, 2008, 2011, 2013, 2015
- Zdobywca Pucharu Sudanu (24 razy): 1963, 1970, 1971, 1972, 1974, 1983, 1984, 1985, 1986, 1988, 1991, 1992, 1994, 1996, 2001, 2005, 2006, 2007, 2008, 2010, 2012, 2013, 2014, 2015
- Mistrzostwo Ligi Chartumu (17 razy): 1953/1954, 1955/1956, 1961/1962, 1965/1966, 1967/1968, 1971/1972, 1972/1973, 1978/1979, 1980/1981, 1982/1983, 1984/1985, 1985/1986, 1990/1991, 1991/1992, 1992/1993, 1995/1996, 1996/1997

## Występy w afrykańskich pucharach
- Liga Mistrzów: 4 występów

| 2001 – 2. runda 2002 – 2. runda 2003 – 1. runda 2009 – faza grupowa |

- Puchar Mistrzów: 12 występów

| 1971: 1. runda 1972: wycofał się w 1. rundzie 1973: 2. runda 1975: ćwierćfinał | 1976: 2. runda 1978: 2. runda 1979: wycofał się w 1. rundzie 1983: 1. runda | 1986: 1. runda 1991: 1. runda 1994: 1. runda 1998: 1. runda |

- Afrykański Puchar Konfederacji: 5 występów

2004 – runda wstępna
2005 – ćwierćfinał
2006 – 3. runda
2007 – finał
2008 – faza grupowa
- Puchar Zdobywców Pucharów: 10 występów

| 1984 – 2. runda 1985 – 1. runda 1989 – zwycięstwo 1990 – półfinał 1992 – półfinał | 1993 – ćwierćfinał 1995 – 2. runda 1997 – 1. runda 1999 – 1. runda 2000 – 2. runda |

## Skład na sezon 2009/2010
| Nr | Poz. | Piłkarz                 |
| -- | ---- | ----------------------- |
| 1  | BR   | Mohammed Kamal          |
| 3  | OB   | Mousa Eltayeb           |
| 4  | OB   | Ahmed Elbasha           |
| 7  | NA   | Abdel Amari             |
| 8  | NA   | Kelechi Osunwa          |
| 9  | PO   | Bader Eldin Abdalla     |
| 10 | PO   | Stephen Worgu           |
| 11 | NA   | Endurance Idahor        |
| 12 | PO   | Raji Abdel-Aati         |
| 13 | PO   | Noureldin Antar Maarouf |

| Nr | Poz. | Piłkarz               |
| -- | ---- | --------------------- |
| 15 | PO   | Mugahid Ahmed Mohamed |
| 16 | BR   | Akram Salim           |
| 18 | PO   | Nasreldin Alshigail   |
| 19 | PO   | Lassana Fané          |
| 20 | BR   | Hafiz Mohammed        |
| 23 | PO   | Saeed Mustafa         |
| 24 | PO   | Faisal Agab           |
| 26 | OB   | Mohamed El Khider     |
| 27 | NA   | Haitham Tambal        |
| 28 | OB   | Balla Gabir           |

## Trenerzy
- Mohamed Abdallah (1999-2006)
- Otto Pfister (2006-2007)
- Michael Krüger (2008)
- Rodion Gačanin (2009- )